# SN 2009hd
SN 2009hd – supernowa typu II odkryta 2 lipca 2009 roku w galaktyce NGC 3627. W momencie odkrycia miała maksymalną jasność 15,80m.